# Verzorgingsplaats De Horne
Verzorgingsplaats De Horne is een Nederlandse verzorgingsplaats langs de A7 Zaandam → Bad Nieuweschans tussen afritten 24 en 25 nabij Joure in de gemeente De Friese Meren.
Ten zuiden van de verzorgingsplaats ligt Haskerhorne. Lokaal wordt dit dorpje De Hoarne genoemd, wat 'de hoek' betekent. Haskerhorne lag namelijk in een hoek van Haskerland, een voormalige gemeente die tot 1 januari 1984 heeft bestaan. Tegenwoordig behoort Haskerhorne tot de gemeente De Friese Meren.
Bij de verzorgingsplaats is een tankstation van BP aanwezig.
Deze verzorgingsplaats ligt precies op de NAP-nullijn. In 2005 heeft het Nederlands Bureau voor Toerisme & Congressen, samen met de ANWB en de ministeries van Verkeer en Waterstaat en Onderwijs, Cultuur en Wetenschap alle verzorgingsplaatsen die op deze nullijn liggen voorzien van een informatiebord om op deze manier deze lijn inzichtelijk te maken voor het publiek.
Richting Bad Nieuweschans:
Middelsloot · 
De Koggen · 
Broerdijk · 
Hoge Kwel · 
Monument · 
Breezanddijk · 
Hayum · 
Laerd · 
De Horne · 
De Wâlden · 
Mienscheer · 
Dikke Linde · 
Meedenertol · 
Bunderneuland (D)
Richting Zaandam:
Poort van Groningen · 
Roode Til · 
Veenborg · 
Oude Riet · 
De Vonken · 
Bloksloot · 
Wildinghe · 
Breezanddijk · 
Monument · 
Den Oever · 
De Wierde · 
De Horn · 
Kruisoord